# Orimarga pruinosa
Orimarga pruinosa là một loài ruồi trong họ Limoniidae. Chúng phân bố ở miền Cổ bắc.